# Fiona Hering
Fiona Karen Hering (Rotterdam, 9 september 1965) is een Nederlandse verslaggeefster, auteur en presentatrice van televisieprogramma's.
Na haar studie aan de Academie voor Journalistiek en Voorlichting in Tilburg verkreeg Hering vrij snel de vaste positie van modejournalist bij Dagblad De Telegraaf. Een functie die ze gedurende veertien jaar vervulde. Daarna verhuisde ze naar de Weekendbijlage van De Telegraaf als algemeen verslaggever en columnist met haar wekelijkse column, Fiona's wereld. Na eenentwintig jaar verliet Hering in 2009 De Telegraaf om aan de slag te gaan voor modetijdschrift Glamour, waar ze alle modeverhalen en interviews in binnen- en buitenland voor haar rekening nam. Daarnaast schreef ze twee jaar lang een modecolumn in de stijlbijlage van Het Parool. 
In 2012 startte ze als Fashion Features Director van de nieuw gelanceerde Vogue Nederland, een functie die ze acht jaar vervulde. Sinds de herlancering van Vogue Nederland in maart 2022 is Hering er werkzaam als Fashion Features editor at large. Daarnaast schrijft ze freelance voor Vogue Living, Linda., Linda Loves en Rika Magazine. 
Tot augustus 2022 had Hering vijf jaar lang een eigen vaste spread over mode in de zaterdageditie van Het Parool.
Regelmatig leidt Hering panelgesprekken, en geeft ze presentaties en lezingen in het land. 
Voor Kosmos Uitgevers en Audiohuis maakte ze in 2022 de podcast 'De Bas en Fiona Show'.
Naast haar journalistieke werkzaamheden is Fiona Hering sinds 2009 ambassadeur van Orange Babies, een non-profit organisatie die streeft naar een hiv-vrije generatie in diverse Afrikaanse landen. Vanaf 1 juni 2023 is Hering bij Stichting Orange Babies werkzaam als directeur.

## Televisie
Van 2001 tot 2017 was Hering lifestyle-deskundige bij het televisieprogramma RTL Boulevard. In 2005 presenteerde zij de Nederlandse versie van Herken de Homo, die werd uitgezonden op RTL 5. Fiona was een van de tien dames in de eerste editie van Ranking the Stars. In 2009 was Hering te zien als panellid in Wie is mijn ex? en was vast gezicht in het Net5-programma De tafel van 5. In 2019 was Hering  op televisie te zien als lifestyle-deskundige, bij 6 Inside. Tegenwoordig geeft ze regelmatig haar opinie in radioprogramma's en talkshows.  

## Fotografie
Fiona Hering koestert een grote liefde voor fotografie. Ze studeerde sinds 2018 drie jaar aan de Fotoacademie Amsterdam, en sindsdien bij Studio 307. In september 2022 deed ze mee aan een groepsexpositie van Studio 307 in de voormalige rechtbank in Amsterdam. In februari 2023 hing haar werk een maand lang op de tentoonstelling 'Heugenis'  in kunstenaarsgenootschap Pulchri Studio in Den Haag. 

## Privé
Hering woont met haar twee kinderen en partner Giel ten Bosch, adjunct-hoofdredacteur van Het Financieele Dagblad, in het centrum van Amsterdam.  

## Publicaties
- I, XXX, Through a Lens of Love - modefotograaf Philippe Vogelenzang - essay over de vrijzinnigheid van Amsterdam
- Gucci, Mode-poepjes en de juiste Bone-structure
- Prada & Amore
- Fiona's wereld
- Mart Visser – Haute Couture
- With Love for Love - Percy Irausquin. Foto's en productie: Carin Verbruggen en Ferry Drenthem Soesman.
- Fotofolio. Nederlandse tijdschriftfotografie - Hans van Blommenstein. Waarin een selectie van het werk is gebundeld van C. Barton van Flymen, Bart van Leeuwen, Boudewijn Neuteboom, Bart Nieuwenhuijs en Peter van der Velde, veertig jaar lang (1967-2007) de toonaangevende fotografen in Nederlandse tijdschriften. Hering schreef het stuk over Bart van Leeuwen.